# K Wuustwezel FC
Maillots
Dernière mise à jour : 3 août 2017.
Le Koninklijke Wuustwezel Football Club est un club de football belge basé à Wuustwezel, dans la province d'Anvers. Fondé en 1916, le club porte le matricule 358. Au cours de son histoire, il a disputé 17 saisons dans les séries nationales, dont 1 en Division 2, le plus haut niveau qu'il ait atteint. Il évolue en deuxième provinciale lors de la saison 2017-2018.

## Histoire
Le Wuustwezel Football Club est fondé en 1916 par les frères Verellen, propriétaires de la cigarerie du même nom. Le club s'affilie à l'URBSFA le 18 novembre 1923 et fait ses débuts en 1924 en troisième régionale anversoise, le plus bas niveau du football belge à l'époque. En décembre 1926, il reçoit le matricule 358. En 1930, le club termine vice-champion de sa série et est promu au niveau supérieur. Il y évolue pendant plus de vingt ans, alternant les bonnes saisons, terminées sur le podium, et les moins bonnes, conclues juste au-dessus des places de relégables. En 1953, il remporte le titre dans sa série et monte en première provinciale. Il en est relégué après une saison et trois ans plus, il redescend en « P3 ».
Le club remonte en deuxième provinciale en 1959 mais il en est relégué deux ans plus tard. Il remonte en « P2 » en 1962 et est reconnu « Société Royale » le 28 septembre de la même année. En fin de saison, le club adapte son appellation officielle en Koninklijke Wuustwezel Football Club. Il évolue au même niveau durant toutes les années 1960 mais ne peut éviter la relégation en 1970. Il remporte le titre dans sa série dès la première saison et remonte directement en deuxième provinciale. Le club entame alors une période de succès. En 1975, il est sacré champion de sa série et monte en première provinciale. Pour sa première saison à ce niveau depuis vingt ans, il finit vice-champion derrière Cappellen et accède ainsi pour la première fois de son histoire à la Promotion, le quatrième niveau national.
Wuustwezel gère parfaitement la transition vers les séries nationales et décroche le titre dès sa première saison, s'ouvrant ainsi les portes de la Division 3. Il conclut ses deux premières saisons à ce niveau à la cinquième place puis termine trois années consécutives en milieu de classement. En 1982, le club doit quitter son terrain du Kattegat après un désaccord avec le propriétaire des lieux et déménage à Brasschaat. Ces difficultés extra-sportives ne perturbent pas l'équipe, qui décroche le titre de champion dans sa série et accède ainsi à la Division 2 en 1983. Le club déménage à nouveau et s'installe au complexe du Hagelkruis.
La deuxième division se révèle être un niveau trop élevé pour le club, qui termine avant-dernier et doit retourner en D3. Trois ans plus tard, le club échoue à la dernière place dans sa série et est relégué en Promotion. Il échappe de peu à une nouvelle relégation mais ne peut l'éviter la saison suivante. Après treize saisons dans les divisions nationales, le club est renvoyé en première provinciale en 1989.
En 1993, le club chute en deuxième provinciale. Il remonte en « P1 » quatre ans plus tard. En 2000, il finit le championnat à la quatrième et remporte ensuite le tour final provincial, ce qui lui permet de faire son retour en Promotion. Il lutte pour le maintien lors de sa première saison puis vit une saison plus tranquille. Lors du championnat 2002-2003, le club termine en quatrième position et se qualifie pour le tour final pour la montée en Division 3. Il élimine le KEG Gistel au premier tour mais est ensuite battu par Bocholt. La saison suivante est beaucoup moins bonne pour le club, qui finit avant-dernier dans sa série et doit retourner en première provinciale quatre ans après l'avoir quitté.
Durant trois ans, le Wuustwezel FC vise la montée mais échoue à chaque fois à une place d'honneur. En 2007, il fait son retour au terrain du Kattegat, racheté par l'administration communale. Les résultats sportifs baissent ensuite et le club finit par être relégué en 2013. Il remonte un an plus tard via le tour final mais ne peut assurer son maintien et redescend en « P2 » en 2015.

## Équipe féminine
En 2014, la section féminine du K. Achterbroek VV, qui évolue en deuxième division, se sépare de son homologue masculine, active en quatrième provinciale, et rejoint le K. Wuustwezel FC dont elle prend également le nom.

## Résultats dans les divisions nationales
Statistiques mises à jour au 12 mai 2015

### Palmarès
- 1 fois champion de Division 3 en 1983.
- 1 fois champion de Promotion en 1977.

### Bilan
| Niv | Divisions     | Jouées | Titres | TM Up | TM Down |
| --- | ------------- | ------ | ------ | ----- | ------- |
| I   | 1re nationale | 0      | 0      |       |         |
| II  | 2e nationale  | 1      | 0      |       |         |
| III | 3e nationale  | 9      | 1      |       |         |
| IV  | 4e nationale  | 7      | 1      | 1     |         |
| V   | 5e nationale  | 0      | 0      |       |         |
|     |               |        |        |       |         |
|     | TOTAUX        | 17     | 2      | 1     | 0       |

- TM Up : test-match pour départager des égalités, ou toutes formes de Barrages ou de Tour final pour une montée éventuelle.
- TM Down : test-match pour départager des égalités, ou toutes formes de Barrages ou de Tour final pour le maintien.

### Classement saison par saison
| Ordre               | Saison  | Nom du club      | Niveau             | Classement final | Remarques          |
| ------------------- | ------- | ---------------- | ------------------ | ---------------- | ------------------ |
| 1                   | 1976-77 | K. Wuustwezel FC | Promotion série B  | 1er/16           | Champion et promu! |
| 2                   | 1977-78 | K. Wuustwezel FC | Division 3 série A | 5e/16            |                    |
| 3                   | 1978-79 | K. Wuustwezel FC | Division 3 série B | 5e/16            |                    |
| 4                   | 1979-80 | K. Wuustwezel FC | Division 3 série A | 10e/16           |                    |
| 5                   | 1980-81 | K. Wuustwezel FC | Division 3 série B | 10e/16           |                    |
| 6                   | 1981-82 | K. Wuustwezel FC | Division 3 série A | 8e/16            |                    |
| 7                   | 1982-83 | K. Wuustwezel FC | Division 3 série B | 1er/16           | Champion et promu! |
| 8                   | 1983-84 | K. Wuustwezel FC | Division 2         | 15e/16           | Relégué!           |
| 9                   | 1984-85 | K. Wuustwezel FC | Division 3 série B | 8e/16            |                    |
| 10                  | 1985-86 | K. Wuustwezel FC | Division 3 série B | 6e/16            |                    |
| 11                  | 1986-87 | K. Wuustwezel FC | Division 3 série B | 16e/16           | Relégué!           |
| 12                  | 1987-88 | K. Wuustwezel FC | Promotion série B  | 13e/16           |                    |
| 13                  | 1988-89 | K. Wuustwezel FC | Promotion série B  | 15e/16           | Relégué!           |
| séries provinciales |         |                  |                    |                  |                    |
| 14                  | 2000-01 | K. Wuustwezel FC | Promotion série C  | 12e/16           |                    |
| 15                  | 2001-02 | K. Wuustwezel FC | Promotion série C  | 9e/16            |                    |
| 16                  | 2002-03 | K. Wuustwezel FC | Promotion série C  | 4e/16            | Tour final         |
| 17                  | 2003-04 | K. Wuustwezel FC | Promotion série C  | 15e/16           | Relégué!           |
| séries provinciales |         |                  |                    |                  |                    |